# Campeonato Português de Hóquei em Patins de 2023–24
O Campeonato Português de Hóquei em Patins de 2023-24 foi a 84.ª edição do principal escalão do campeonato português de Hóquei em Patins. A competição, organizada pela Federação de Patinagem de Portugal, foi disputada por 14 clubes.

## Clubes Participantes
| Clube             | Cidade                 | Pavilhão                             | Capacidade |
| ----------------- | ---------------------- | ------------------------------------ | ---------- |
| SL Benfica        | Lisboa                 | Pavilhão Fidelidade                  | 2 400      |
| Sporting CP       | Lisboa                 | Pavilhão João Rocha                  | 3 000      |
| OC Barcelos       | Barcelos               | Pavilhão Municipal de Barcelos       | 2 000      |
| FC Porto          | Porto                  | Dragão Arena                         | 2 179      |
| UD Oliveirense    | Oliveira de Azeméis    | Pavilhão Dr. Salvador Machado        | 2 300      |
| AD Valongo        | Valongo                | Pavilhão Municipal de Valongo        | 2 500      |
| SC Tomar          | Tomar                  | Pavilhão Municipal Cidade de Tomar   | 0900       |
| HC Braga          | Braga                  | Pavilhão de Sequeira                 | 1 000      |
| GRF Murches       | Murches                | Pavilhão Desportivo de Murches       | 0200       |
| Famalicense AC    | Vila Nova de Famalicão | Pavilhão Municipal de Famalicão      | 3 000      |
| Riba d'Ave HC     | Riba de Ave            | Parque das Tílias                    | 0600       |
| Juventude Pacense | Paços de Ferreira      | Pavilhão Municipal Paços de Ferreira | 1 200      |
| HC Turquel        | Turquel                | Pavilhão do Hóquei Clube de Turquel  | 2 000      |
| CH Carvalhos      | Carvalhos              | Pavilhão Clube Hóquei dos Carvalhos  | 1 000      |

## Classificação Geral
| Pos | Equipe            | Pts | J  | V  | E | D  | GP  | GC  | SG   | Classificação ou descenso             |
| --- | ----------------- | --- | -- | -- | - | -- | --- | --- | ---- | ------------------------------------- |
| 1   | FC Porto          | 65  | 26 | 21 | 2 | 3  | 135 | 52  | +83  | Qualificado para os Playoff           |
| 2   | SL Benfica        | 62  | 26 | 20 | 2 | 4  | 121 | 53  | +68  | Qualificado para os Playoff           |
| 3   | UD Oliveirense    | 61  | 26 | 20 | 1 | 5  | 121 | 60  | +61  | Qualificado para os Playoff           |
| 4   | Sporting CP       | 60  | 26 | 19 | 3 | 4  | 140 | 79  | +61  | Qualificado para os Playoff           |
| 5   | SC Tomar          | 49  | 26 | 15 | 4 | 7  | 113 | 86  | +27  | Qualificado para os Playoff           |
| 6   | OC Barcelos       | 44  | 26 | 13 | 5 | 8  | 114 | 75  | +39  | Qualificado para os Playoff           |
| 7   | AD Valongo        | 33  | 26 | 10 | 3 | 13 | 91  | 105 | −14  | Qualificado para os Playoff           |
| 8   | Riba d'Ave HC     | 29  | 26 | 9  | 2 | 15 | 76  | 100 | −24  | Qualificado para os Playoff           |
| 9   | HC Braga          | 26  | 26 | 7  | 5 | 14 | 70  | 96  | −26  |                                       |
| 10  | Juventude Pacense | 26  | 26 | 8  | 2 | 16 | 88  | 116 | −28  |                                       |
| 11  | GRF Murches       | 26  | 26 | 8  | 2 | 16 | 98  | 133 | −35  |                                       |
| 12  | Famalicense AC    | 22  | 26 | 6  | 4 | 16 | 72  | 104 | −32  | Despromoção à Segunda Liga de 2024-25 |
| 13  | HC Turquel        | 17  | 26 | 5  | 2 | 19 | 66  | 123 | −57  | Despromoção à Segunda Liga de 2024-25 |
| 14  | CH Carvalhos      | 7   | 26 | 2  | 1 | 23 | 58  | 181 | −123 | Despromoção à Segunda Liga de 2024-25 |

## Melhores Marcadores
Fim da Época Regular
| Posição | Jogador       | Clube        | Golos | Jogos Efetuados | Golos por Jogo |
| ------- | ------------- | ------------ | ----- | --------------- | -------------- |
| 1       | Gonçalo Alves | FC Porto     | 37    | 25              | 1.48           |
| 2       | Tomás Moreira | GRF Murches  | 34    | 26              | 1.31           |
| 3       | Rúben Sousa   | CH Carvalhos | 33    | 25              | 1.32           |

## Melhores Guarda Redes
Guarda Redes com o mínimo de 75% dos jogos efetuados no final da fase regular
| Posição | Jogador              | Clube          | Golos Sofridos | Jogos Efetuados | Jornada | Golos sofridos por Jogo |
| ------- | -------------------- | -------------- | -------------- | --------------- | ------- | ----------------------- |
| 1       | Xavier "Xavi" Malián | FC Porto       | 50             | 26              | 26      | 1.92                    |
| 2       | "Xano" Edo           | UD Oliveirense | 58             | 25              | 26      | 2.32                    |
| 3       | "Conti" Acevedo      | UD Oliveirense | 66             | 25              | 26      | 2.64                    |
| 4       | Ângelo Girão         | Sporting CP    | 59             | 22              | 26      | 2.68                    |

## Playoffs
|  | Quartos de Final      | Quartos de Final      | Quartos de Final      | Quartos de Final      | Quartos de Final      |   |          | Meias Finais                     | Meias Finais                     | Meias Finais                     | Meias Finais                     | Meias Finais                     | Meias Finais                     | Meias Finais                     |  |  | Final                          | Final                          | Final                          | Final                          | Final                          | Final                          | Final                          |
|  | 19, 23 e 26 Maio 2024 | 19, 23 e 26 Maio 2024 | 19, 23 e 26 Maio 2024 | 19, 23 e 26 Maio 2024 | 19, 23 e 26 Maio 2024 |   |          | 30 Maio, 2, 5, 9 e 12 Junho 2024 | 30 Maio, 2, 5, 9 e 12 Junho 2024 | 30 Maio, 2, 5, 9 e 12 Junho 2024 | 30 Maio, 2, 5, 9 e 12 Junho 2024 | 30 Maio, 2, 5, 9 e 12 Junho 2024 | 30 Maio, 2, 5, 9 e 12 Junho 2024 | 30 Maio, 2, 5, 9 e 12 Junho 2024 |  |  | 16, 19, 23, 26 e 30 Junho 2024 | 16, 19, 23, 26 e 30 Junho 2024 | 16, 19, 23, 26 e 30 Junho 2024 | 16, 19, 23, 26 e 30 Junho 2024 | 16, 19, 23, 26 e 30 Junho 2024 | 16, 19, 23, 26 e 30 Junho 2024 | 16, 19, 23, 26 e 30 Junho 2024 |
|  |                       |                       |                       |                       |                       |   |          |                                  |                                  |                                  |                                  |                                  |                                  |                                  |  |  |                                |                                |                                |                                |                                |                                |                                |
|  | 1                     | FC Porto              | 4                     | 5*                    |                       |   |          |                                  |                                  |                                  |                                  |                                  |                                  |                                  |  |  |                                |                                |                                |                                |                                |                                |                                |
|  | 8                     | Riba d'Ave HC         | 3                     | 4                     |                       |   |          |                                  |                                  |                                  |                                  |                                  |                                  |                                  |  |  |                                |                                |                                |                                |                                |                                |                                |
|  | 8                     | Riba d'Ave HC         | 3                     | 4                     |                       | 1 | FC Porto | 4                                | 3                                | 5                                | 2                                | 7*                               |                                  |                                  |  |  |                                |                                |                                |                                |                                |                                |                                |
|  |                       |                       |                       |                       |                       | 1 | FC Porto | 4                                | 3                                | 5                                | 2                                | 7*                               |                                  |                                  |  |  |                                |                                |                                |                                |                                |                                |                                |
|  |                       | 4                     | Sporting CP           | 2                     | 6                     | 1 | 4        | 5                                |                                  |                                  |                                  |                                  |                                  |                                  |  |  |                                |                                |                                |                                |                                |                                |                                |
|  | 4                     | 4                     | Sporting CP           | 2                     | 6                     | 1 | 4        | 5                                | Sporting CP                      | 3                                | 5                                |                                  |                                  |                                  |  |  |                                |                                |                                |                                |                                |                                |                                |
|  | 4                     |                       |                       |                       |                       |   |          |                                  | Sporting CP                      | 3                                | 5                                |                                  |                                  |                                  |  |  |                                |                                |                                |                                |                                |                                |                                |
|  | 5                     | SC Tomar              | 2                     | 1                     |                       |   |          |                                  |                                  |                                  |                                  |                                  |                                  |                                  |  |  |                                |                                |                                |                                |                                |                                |                                |
|  |                       |                       |                       |                       |                       |   |          |                                  |                                  |                                  |                                  |                                  |                                  |                                  |  |  | 1                              | FC Porto                       | 5**                            | 2                              | 4                              | 3                              |                                |
|  |                       |                       | 2                     | SL Benfica            | 3                     | 5 | 1        | 1                                |                                  |                                  |                                  |                                  |                                  |                                  |  |  |                                |                                |                                |                                |                                |                                |                                |
|  | 3                     | UD Oliveirense        | 5                     | 0                     | 5*                    |   |          |                                  |                                  |                                  |                                  |                                  |                                  |                                  |  |  |                                |                                |                                |                                |                                |                                |                                |
|  | 6                     | OC Barcelos           | 4                     | 2                     | 4                     |   |          |                                  |                                  |                                  |                                  |                                  |                                  |                                  |  |  |                                |                                |                                |                                |                                |                                |                                |
|  | 6                     | OC Barcelos           | 4                     | 2                     | 4                     |   | 3        | UD Oliveirense                   | 4*                               | 5                                | 2                                | 2                                | 1                                |                                  |  |  |                                |                                |                                |                                |                                |                                |                                |
|  |                       |                       |                       |                       |                       |   | 3        | UD Oliveirense                   | 4*                               | 5                                | 2                                | 2                                | 1                                |                                  |  |  |                                |                                |                                |                                |                                |                                |                                |
|  |                       | 2                     | SL Benfica            | 3                     | 6*                    | 4 | 1        | 6                                |                                  |                                  |                                  |                                  |                                  |                                  |  |  |                                |                                |                                |                                |                                |                                |                                |
|  | 2                     | 2                     | SL Benfica            | 3                     | 6*                    | 4 | 1        | 6                                | SL Benfica                       | 7                                | 4                                |                                  |                                  |                                  |  |  |                                |                                |                                |                                |                                |                                |                                |
|  | 2                     |                       |                       |                       |                       |   |          |                                  | SL Benfica                       | 7                                | 4                                |                                  |                                  |                                  |  |  |                                |                                |                                |                                |                                |                                |                                |
|  | 7                     | AD Valongo            | 0                     | 2                     |                       |   |          |                                  |                                  |                                  |                                  |                                  |                                  |                                  |  |  |                                |                                |                                |                                |                                |                                |                                |

- *Grandes Penalidades
- **Prolongamento

## Campeão
| Campeonato Português de Hóquei em Patins 2023–24 |
| ------------------------------------------------ |
| FC Porto 25.º título                             |

### Internacional
- «Ligações ao Hóquei em todo o Mundo»
- «Portal HóqueiPatins - Atualidade mundial do hóquei em patins»
- «Mundook - Atualidade mundial do hóquei em patins»
- «Hardballhock - Atualidade mundial do hóquei em patins» (em inglês)
- «Inforoller - Atualidade mundial do hóquei em patins» (em francês)
- «Blogue Hardballhock - Atualidade mundial do hóquei em patins» (em inglês)
- «Blogue Rink-Hockey - Atualidade mundial do hóquei em patins» (em inglês)
- «Solo Hockey - Atualidade mundial do hóquei em patins» (em espanhol)